# Pěvecký spolek Puchmír
Pěvecký spolek Puchmír byl původně mužský, později smíšený pěvecký sbor, který působil v Týně nad Vltavou od roku 1861. Měl zázemí v místní obecné škole, postavené roku 1859 na Malém náměstí, dnes Vinařickém, čp. 359.

## Historie

### Doba národní obrody (1861–1914)
Zpěvácký spolek Puchmír vznikl v květnu 1861. Nesl jméno básníka a vltavotýnského rodáka Antonína Jaroslava Puchmajera (1769–1820), jehož příjmení bylo přepisováno Buchmaier, Puchmayer nebo Puchmír. První oficiální vystoupení se konalo 18. listopadu 1863, kdy tehdy pouze mužský sbor přednesl skladby: Pozdravení pěvcovo (V. J. Veit), Dcerám českým (A. Gerner), Kovářská (F. A. Vogl), Mám milenku (A. Jelen), Čeští jonáci (F. Škroup) a Hlahol (K. Bendl). V témže roce byly schváleny stanovy a v roce 1865 měl spolek již 43 činných členů a 26 členů přispívajících, kteří spolek finančně podporovali. Byl podporován městskou radou a měl mimořádný význam pro rozvoj  hudebního i společenského života ve městě nejen v době národního obrození. Zakládající členové se věnovali zpěvu, připravili stanovy a evidovali veškerou činnost spolku. Členem spolku se mohl stát dospělý člověk „zpěvu schopný a zachovalý“ z Týna nad Vltavou nebo blízkého okolí a měl přispívat ke společenské zábavě provozováním nejméně dvou veřejných vystoupení ročně. Výbor byl volen na jeden rok mohl dle stanov vyloučit člena, který by zanedbával spolkové povinnosti nebo se dopustil nepřípustného chování.
Spolek pořádal besedy, výlety, dostaveníčka, plesy, sbor zpíval při veřejných i církevních oslavách. V září 1871 byl vysvěcen prapor spolku a odhaleny pamětní desky dvou význačných vltavotýnských osobností: Karla Aloise Vinařického na školní budově a A. J. Puchmajera na jeho domku v Dolním Brašově. V roce 1873 při příležitosti sjezdu jihočeských akademiků spolku Štítný byl uspořádán lampiónový průvod k domku Puchmajerovu a slavnostní koncert. V roce 1881 oslavil spolek veřejným vystoupením 20 let svého trvání. V roce 1884 začal vystupoval jako smíšený pěvecký sbor. V srpnu 1895 se spolek účastnil slavného a hojně navštíveného sjezdu týnských rodáků. V září 1905 vystoupil při odhalování pomníku Matěje Kopeckého na vltavotýnském hřbitově. V letech 1912 až 1930 byl členem výboru a archivářem spolku Bedřich Karásek.

### Doba meziválečná (1918–1953)
Po 1. světové válce při znovuzahájení činnosti v roce 1920 měl spolek 4 přispívající členy a 30 aktivních členů. V letech 1927–1936 vystupoval pod vedením Otty Rödla a Františka Rysky na více než devadesáti akcích. Při oslavě 75. výročí vzniku spolku ve dnech 9. a 10. května 1936 se konal v sále sokolovny župní pěvecký koncert, jehož se zúčastnilo 560 žáků (a žákyň) měšťanských a obecních škol, pěvecké spolky z Bechyně (Lužničan), Jindřichova Hradce (Slávy dcera), Milevska (Vlastislav), Pacova (Slavík), Tábora (Hlahol), Votic (Kaplíř) a domácí Puchmír. Podle zápisů z valných hromad spolku spolek do roku 1936 vystoupil 543krát. Měl 58 činných členů, 43 přispívajících, 3 zasloužilé členy a 1 čestného člena. Nejstaršími členy byli František Kučera a Karel Loula (od roku 1883). Poslední zápis v pamětní knize je z 24. června 1939. Po zákazu českého repertoáru (7. června 1941) spolek pozastavil svou činnost. Po válce vstoupil 28. května 1946 při oslavě 62. narozenin prezidenta republiky E. Beneše a v roce 1947 uspořádal Večer slovanských písní. Poslední veřejné vystoupení se konalo 23. září 1951 (ve složení 8 mužů a 24 žen), poslední zkouška se konala v lednu roku 1952. Sbor vedl František Ryska  a hudební skladatel Iron Josef Urks. V roce stého výročí Puchmíru (1961) kronika uvádí, že „spolek již řadu let neprojevuje žádnou činnost a jen příležitostně se dřívější členové scházejí, aby zazpívali některému členu na poslední cestě“.

## Sídlo
Spolek měl vždy největší oporu v učitelském sboru, kterému záleželo na jeho dobré úrovni a rozvoji. Učitelé byli většinou funkcionáři a sbormistry spolku. Spolek působil a zkoušel v nové školní budově, o jejíž vznik se zasloužil Karel Alois Vinařický. Ten zpočátku narazil na nepochopení obyvatel v obci a okolních osadách, kterým se nová škola jevila jako zbytečný přepych a finanční zátěž. K. A. Vinařický jako pedagog byl oblíben, psal učebnice, pozorně sledoval vyučování, zasazoval se o lepší postavení učitelů. Sympatie místních občanů si získal v roce 1850, kdy na Vltavotýnsku řádila cholera a Vinařický sám ošetřoval nemocné. Nová budova byla postavena v roce 1859. Od roku 1864 se zde vyučovalo v 6 třídách (oddělené třídy chlapecké a dívčí) a roku 1868 byla povýšena na farní hlavní školu. 
Členové spolkového výboru vedli záznamy o jeho správě a aktivitách. Kniha stížností poskytla od roku 1868 prostor pro interní komunikaci mezi výborem a členskou základnou, která sloužila k výhradně interním účelům coby oficiální prostředník mezi členy spolku a jeho výborem. Matriční kniha evidovala činné, přispívající a zasloužilé členy od roku 1883 v položkách jméno, číslo legitimace, povolání, rok narození, druh členství, rok nástupu do spolku, bydliště, rok úmrtí. Inventární kniha hudebnin, vedená od roku 1881, uvádí soupis 288 skladeb převážně smíšených sborů od soudobých českých skladatelů a úprav lidových písní. Knihy zápisů činnosti spolku přehledně zaznamenávají veškerá veřejná vystoupení i pravidelné pěvecké zkoušky spolku v letech 1936–1952. Datované poznámky jsou vždy doplněny údaji o celkovém počtu zúčastněných spolu s konkrétním rozdělením jednotlivých hlasů. Ve sbírce městského muzea v Týně nad Vltavou jsou uloženy desítky notových záznamů, plakáty a pozvánky, členské knížky, různé doklady a korespondence, fotografie, spolkový prapor a taktovka předsedy spolku Jana Hovory. Ve Státním okresním archivu v Českých Budějovicích se dochoval fond B 2268 Pěvecký spolek Puchmír. Konvolut písemností byl převzat Státním okresním archivem v Českých Budějovicích 1. prosince 1953.

## Osobnosti
- Jaroslav Puchmajer (1769–1820), spisovatel, básník, překladatel, vlastenecký kněz
- Karel Alois Vinařický (1803–1869), vlastenecký kněz, pedagog, básník a spisovatel
- Václav Smolka, lékárník, František Mikota, kaplan, Hynek Kajer, učitel a jednatel spolku – zakládající výbor spolku  r. 1861
- Josef Leopold Mikota, předseda, Petr Stuchl, učitel (ředitel zpěvu), Hynek Kajer, jednatel, Alois Matějček, pokladník a Vácslav Vyšata – výbor podepsaný pod stanovami r.1863
- Bedřich Karásek (1890–1958), učitel, archivář, spisovatel, první ředitel muzea v Týně nad Vltavou, aktivní člen spolku v letech 1912–1930
- Jan Hovora, předseda spolku, sbormistr (taktovka v městském muzeu)
- Karel Loula, učitel, jednatel, pokladník spolku
- Otto Rödl (1903–1983), učitel, hudební skladatel, první docent katedry loutkoherectví na pražské DAMU
- František Ryska, odborný učitel, sbormistr
- Iron Josef Urks (1915–1995), učitel, hudební skladatel dětských a trampských písní

## Galerie

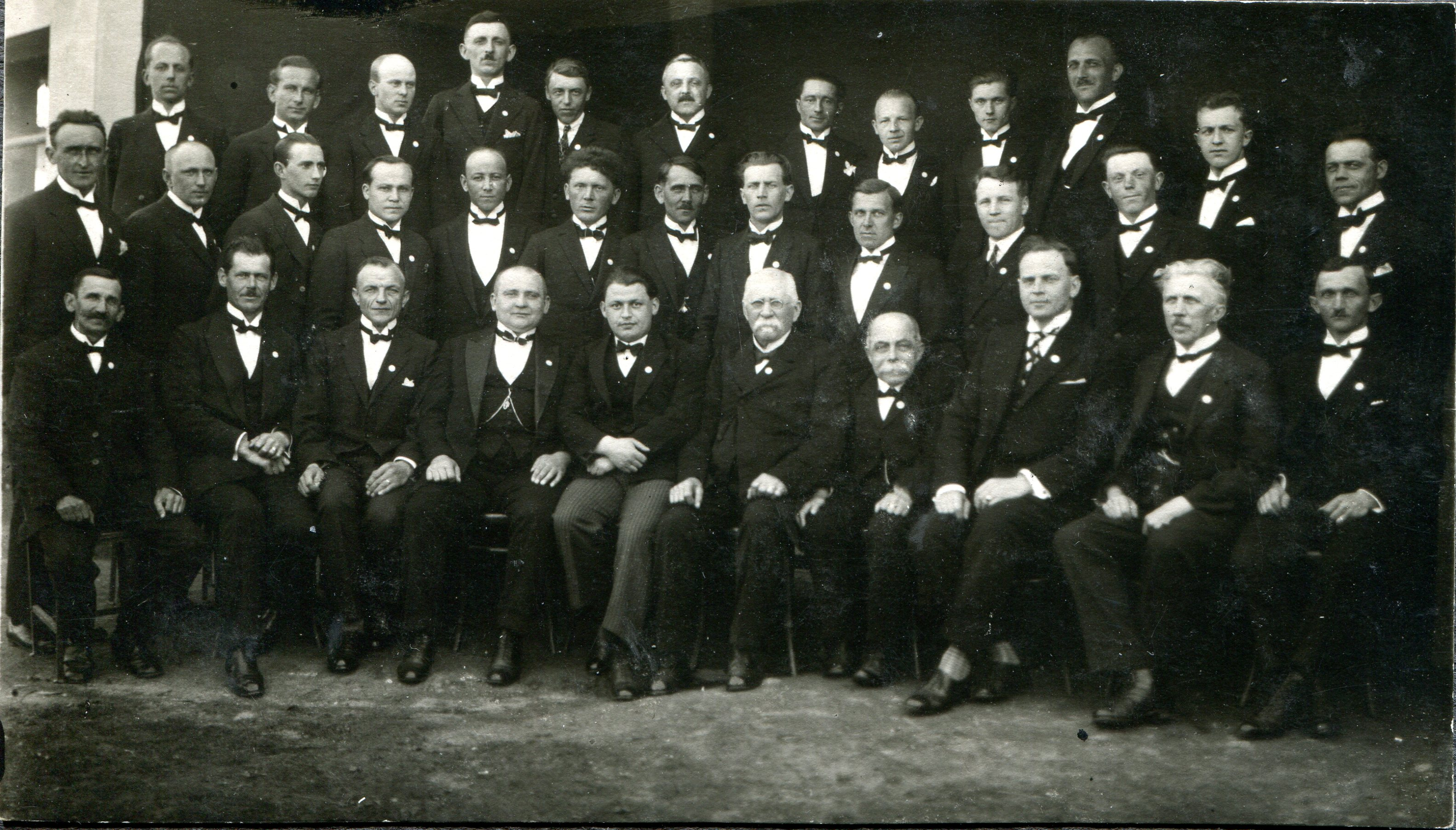
Mužský sbor v roce 1929
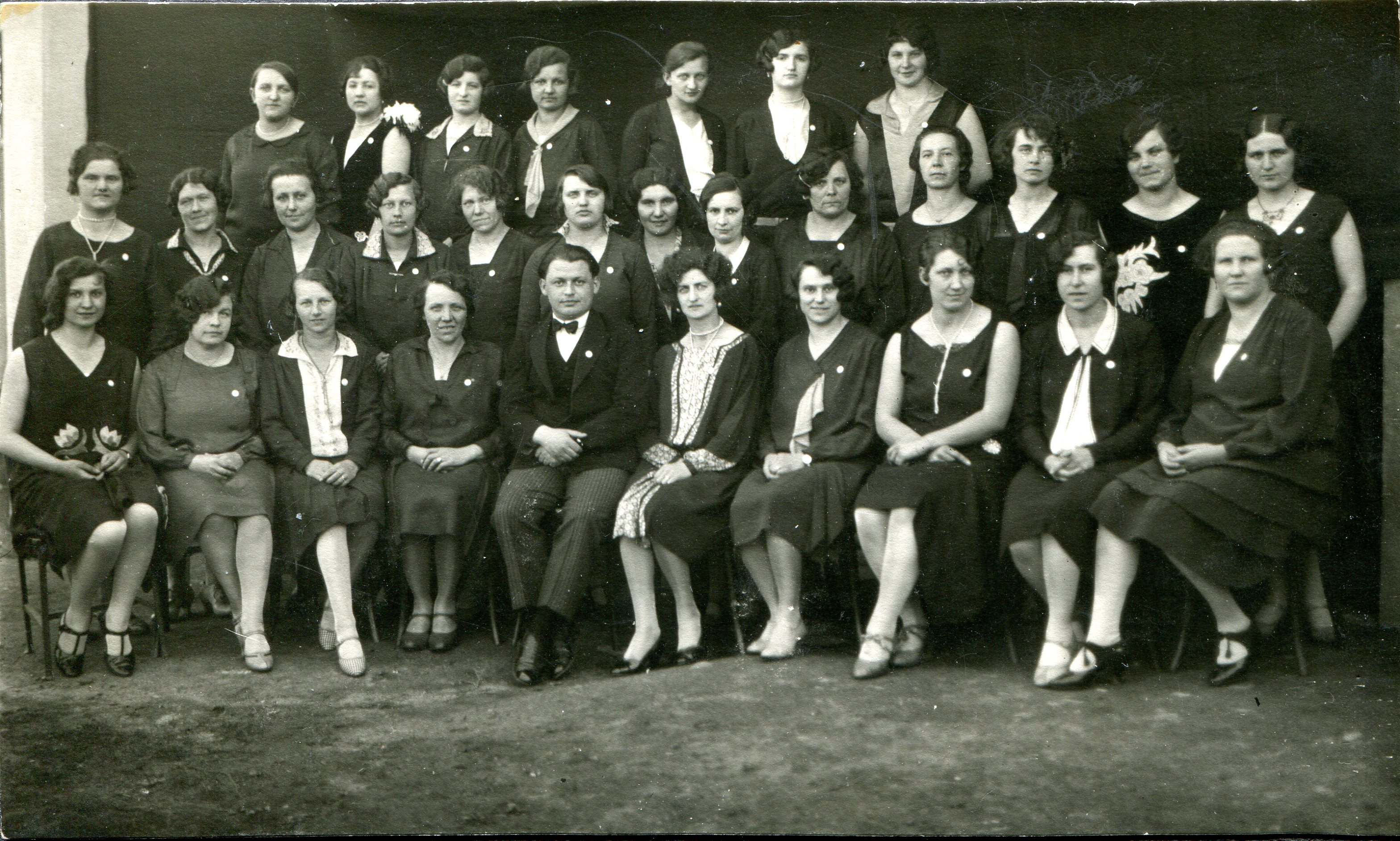
Ženský sbor v roce 1929
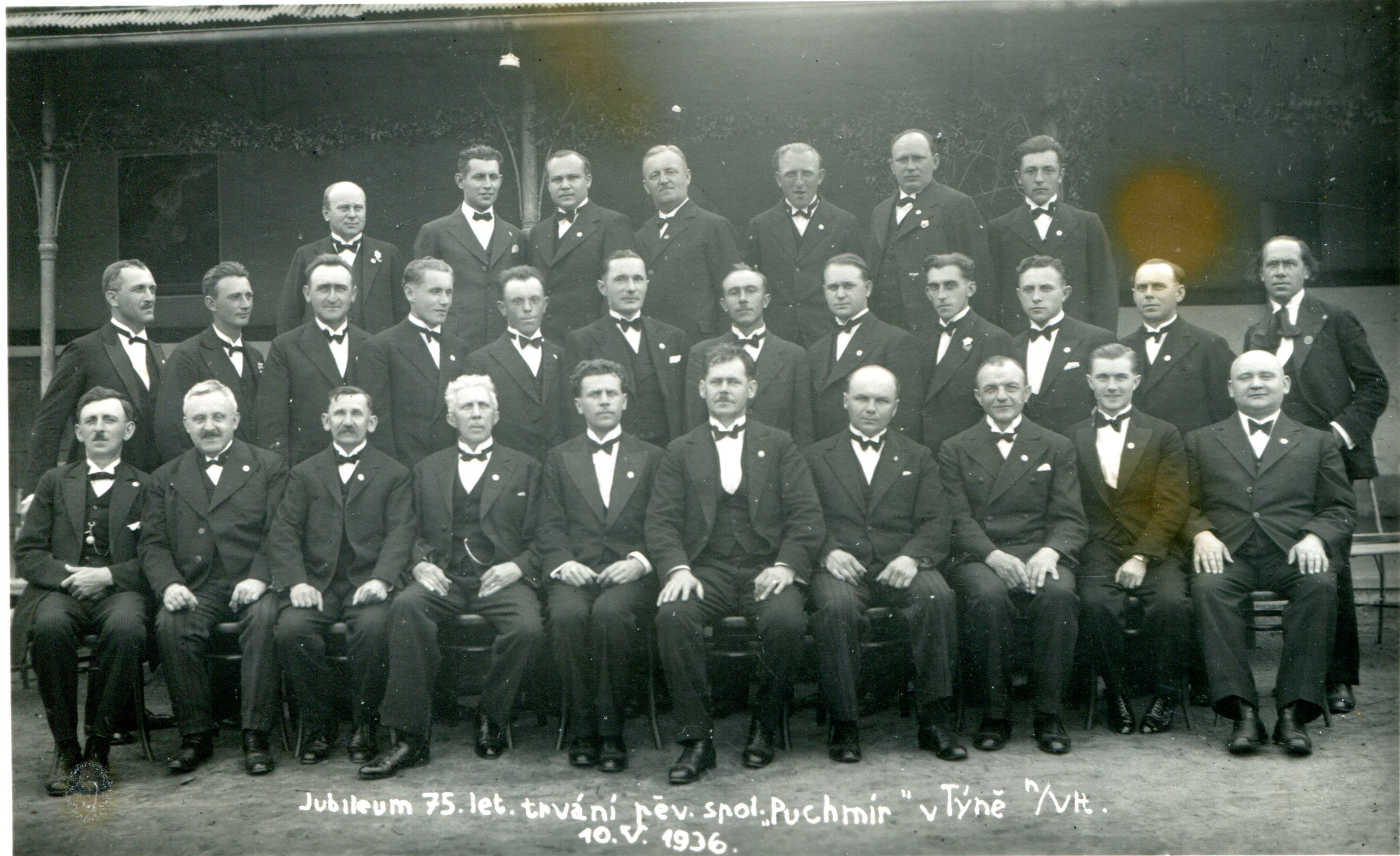
Mužský sbor v roce 1936
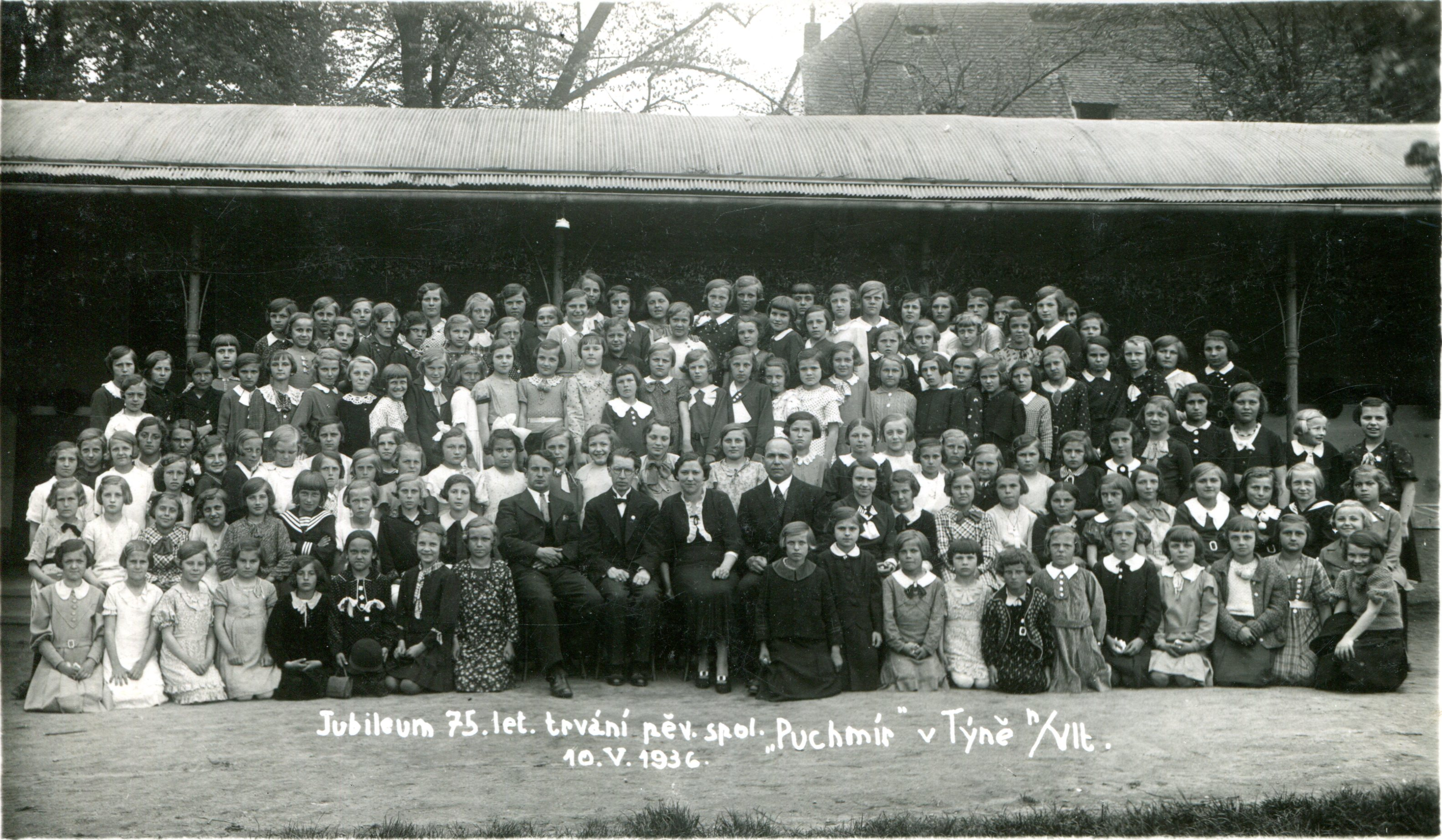
Smíšený sbor v roce 1936